# Валленштейн (пьеса)
«Валленште́йн» (нем. Wallenstein) — общее название драматической трилогии Фридриха Шиллера 1799 года.
Состоит из «Лагеря Валленштейна» с длинным прологом, «Пикколомини» и «Смерти Валленштейна» и основана на исторических событиях вокруг гибели известного полководца Альбрехта фон Валленштейна.
Действие происходит в 1633—1634 годах, то есть спустя 16 лет с начала Тридцатилетней войны в богемском городе Пильзене, где Валленштейн расположился со своим войском, а также в Эгере, куда бежит и где гибнет Валленштейн.

## Публикации текста
- Шиллер Ф. Валленштейн: Драматическая поэма: Лагерь Валленштейна. Пикколомини. Смерть Валленштейна / Издание подготовил [перевод, статьи, примечания] Н. А. Славятинский ; ответственный редактор Б. И. Пуришев. — М. : Наука, 1981. — 592 с. — (Литературные памятники / Академия наук СССР ; председатель редколлегии Д. С. Лихачёв). — 100 000 экз.